# یحیی‌آباد (پاریز)
یحیی‌آباد یک روستا در ایران است که در دهستان سعادت‌آباد شهرستان سیرجان واقع شده‌است. یحیی‌آباد ۵۶۵ نفر جمعیت دارد.